# جیکاما
جیکاما (نام علمی: Pachyrhizus erosus) نام یک گونه از تبار فازئولآ است.